# Хебю (община)
Община Хебю (на шведски: Heby kommun) е разположена в лен Упсала, източна централна Швеция с обща площ 1232 km2 и население 13 450 души (към 31 декември 2013). Административен център на община Хебю е едноименния град Хебю.